# Jan Mikusiński
Jan Stefan Mikusiński (ur. 3 kwietnia 1913 Stanisławów, zm. 27 lipca 1987 Katowice) – polski matematyk, członek Polskiej Akademii Nauk.

## Życiorys
Urodził się jako Jan Geniusz-Mikusiński (pierwszy człon nazwiska porzucił w 1953). W 1932 ukończył Gimnazjum im. G. Bergera w Poznaniu, w 1937 studia matematyczne na Uniwersytecie w Poznaniu, następnie pracował jako starszy asystent na macierzystej uczelni. W czasie II wojny światowej angażował się w tajne nauczanie w Zakopanem i Krakowie. Doktoryzował się na Uniwersytecie Jagiellońskim w 1945 pod kierunkiem Tadeusza Ważewskiego na podstawie rozprawy Sur un probléme d`interpolation pour les inteégrales des équations diférentielles linéaires. Rok później habilitował się na Uniwersytecie Marii Curie-Skłodowskiej. W latach 1948–1955 pracował na Uniwersytecie Wrocławskim (gdzie w latach 1953-1955 kierował Katedrą Analizy Matematycznej), w latach 1955-1959 na Uniwersytecie Warszawskim (w 1958 otrzymał tytuł profesora zwyczajnego), od 1960 w Katowicach, gdzie w latach 1966-1985 był kierownikiem Pracowni Instytutu Matematycznego PAN, następnie Oddziału IM PAN w Katowicach. Kierował Zakładem Funkcji Uogólnionych tamże.
Od 1965 był członkiem korespondentem, od 1971 członkiem rzeczywistym PAN, od 1975 członkiem zagranicznym Serbskiej Akademii Nauk i Sztuk. 

## Dorobek naukowy
Mikusiński zajmował się głównie analizą funkcjonalną, teorią dystrybucji, teorią zbieżności, a szczególnie operatorami. Był twórcą rachunku operatorowego operatora Mikusińskiego - 44A40 (oznaczenie MSC 2000). 

## Odznaczenia i wyróżnienia
- Nagroda im. Stefana Banacha (1950)
- Nagroda Państwowa II stopnia (1953)
- doktorat honoris causa Uniwersytetu w Rostocku (1970)
- Krzyż Oficerski Orderu Odrodzenia Polski
- Krzyż Komandorski z Gwiazdą Orderu Odrodzenia Polski (1983)
- członek honorowy Polskiego Towarzystwa Matematycznego (1983).

## Ciekawostki
Imieniem profesora nazwano ulicę w Katowicach.